# 熊谷寺 (和歌山県高野町)
熊谷寺（くまがいじ）は、葛原親王の御願により、837年に創建された高野山真言宗の別格本山の寺院である。

## 歴史
寿永3年（1184年）2月7日、摂津国一ノ谷（現兵庫県神戸市）における一ノ谷の戦い（鵯越の逆落とし）に敗れた平家方の将兵は友軍の軍船に逃れたが、この時遠浅の海に駒を乗り入れた武将を呼び返した熊谷直実は格闘数合、やがて組敷いて首級をあげようと良く見ると、一子小次郎直家と同年輩の美少年、平家の大将参議平経盛（1125年 - 1185年）の末子敦盛だった。直実は同日未明、敵の矢に傷ついた直家の「父よ、この矢を抜いてたべ」との願いを耳にするも、敵中の事とて傷の手当てをする暇なく敵陣深く突入した時の親心の切なさを思い起こし、敦盛の首を斬るに忍びず、しばしためらったが、心を鬼にして首を掻き斬った。その後、直実は武士の身ほど情けないものは無いと無情を感じ、浄土宗の開祖法然の弟子となった。それからというもの、高野山真言宗の寺院でありながら阿弥陀如来を祀るなどし、浄土教の考えも加わった。

## 所在地
- 和歌山県伊都郡高野町高野山501番地